# Montgomery (Ohio)
Montgomery – miasto w Stanach Zjednoczonych, w południowo-zachodniej części stanu Ohio.
Liczba mieszkańców w 2000 roku wynosiła 10 107.